# Косьо Минчев
Косьо Минчев (р. 31 януари 1969 г.) е български скулптор, живеещ в Ню Йорк.

## Биография
Завършва Националната художествена академия в София (1996).
Един от създателите на кръга XXL.
Между 1995 и 1997 г. е един от тримата автори на мигриращия из различни софийски квартали графити надпис „Косьо, Хубен, Тушев“. Акцията по обсипването на различни стени с този надпис е реакция на графитите с наименования на политически партии и футболни отбори, надписа „Четете Библията“ и прабългарски символи.
През 1997 напуска България. Живeе и работи в САЩ.
През 2017 г. е отличен с Железен орден за съвременно изкуство „Венцислав Занков“.

## Самостоятелни изложби
- 1993 – Галерия „Сапио“, София.
- 1996 – „Система“, Галерия „Ата-Рай“, София.
- 1996 – M-6 Gallery, Рига, Латвия.
- 1998 – „Художникът“, Галерия „XXL“, София.
- 2001 – „Overabundance“, Галерия „XXL“, София.
- 2002 – „Inwardly“, Observatoire 4, Монреал, Канада.
- 2004 – „Sculptures“, Stefan Stux Gallery, Ню Йорк.[6]
- 2006 – „New Paintings and Sculptures“, Stefan Stux Gallery, Ню Йорк.
- 2007 – Beaumontpublic +königbloc Gallery, Люксембург.
- 2010 – „The Magnitude of the Lamb“, Beaumontpublic +königbloc Gallery, Люксембург.
- 2010 – „Преминаването“, Галерия „Аросита“, София.[7][8][9]
- 2012 – „Erasing the tracts“. Stefan Stux Gallery, Ню Йорк.
- 2013 – „Lambs and Landscapes“, Stefan Stux Gallery, Ню Йорк.